# Prachtelfje
Het prachtelfje (Malurus splendens) is een zangvogel uit de familie Maluridae (elfjes).

## Verspreiding
De soort komt voor in een groot deel van Australië en telt vier ondersoorten:
- M. s. splendens: zuidwestelijk en westelijk-centraal Australië.
- M. s. musgravi: centraal en zuidelijk-centraal Australië.
- M. s. melanotus: oostelijk-centraal Australië.
- M. s. emmottorum: noordoostelijk Australië.

## Status
De grootte van de populatie is niet gekwantificeerd maar de soort wordt omschreven als plaatselijk vrij algemeen. Op de Rode lijst van de IUCN heeft deze soort de status niet bedreigd.